# Jagged Point (Bellingshausen Island)
Der Jagged Point (englisch für Zerklüftete Spitze) ist östliche Ausläufer von Bellingshausen Island im Archipel der Südlichen Sandwichinseln.
Wissenschaftler der britischen Discovery Investigations sie 1930 und benannten sie deskriptiv.